# Delftwijk
Delftwijk is een wijk in de Nederlandse stad Haarlem. De wijk viel tot aan de herindeling van 2016 onder de wijk Oud Schoten en Spaarndam. In de wijk is het wijkwinkelcentrum Marsmanplein gelegen dat ook voor de omringende buurten en wijken dienst doet als middelgroot winkelcentrum. De wijk kenmerkt zich verder door veel flats en huurwoningen. In het afgelopen decennium is ingezet op wijkvernieuwing, zo is er vooral in de rivierenbuurt veel nieuwbouw gerealiseerd, waardoor de wijk een ander karakter heeft gekregen.
De wijk wordt in het noorden begrensd door de W.F. Hermansstraat, nabij het Delftplein in het oosten wordt hij begrensd door de Rijksstraatweg, in het zuiden door de Jan Gijzenvaart en in het westen door de provinciale weg 208, ook wel de Westelijke Randweg.

## Buurten in Delftwijk
- Schrijversbuurt
- Van Schendelbuurt
- Rivierenbuurt